# Tropaeolum capillare
Tropaeolum capillare är en krasseväxtart som beskrevs av Franz Georg Philipp Buchenau. Tropaeolum capillare ingår i släktet krassar, och familjen krasseväxter. Inga underarter finns listade i Catalogue of Life.